# چشم‌های مشتاق
چشم‌های مشتاق (به هندی: Bawre Nain) فیلمی محصول سال ۱۹۵۰ و به کارگردانی کیدار شارما است. در این فیلم بازیگرانی همچون راج کاپور، گیتا بالی ایفای نقش کرده‌اند.